# اوپورا (میسیسیپی)
اوپورا (به انگلیسی: Eupora) شهری در ایالت میسیسیپی کشور ایالات متحده آمریکا است که جمعیت آن در سرشماری سال ۲۰۱۰ میلادی، ۲٬۱۹۷
نفر بوده‌است.